# Coreea de Nord la Jocurile Olimpice de vară din 2016
Coreea de Nord a participat la Jocurile Olimpice de vară din 2016 de la Rio de Janeiro în perioada 5 – 21 august 2016, cu o delegație de 31 de sportivi, care a concurat în nouă sporturi. Conducătorul suprem al țări, Kim Jong-un, stabilise ca obiectiv obținerea a cel puțin cinci medalii de aur și alte 12 medalii. Cu un total de șapte medalii, inclusiv două de aur, Coreea de Nord s-a aflat pe locul 34 în clasamentul final.

## Participanți

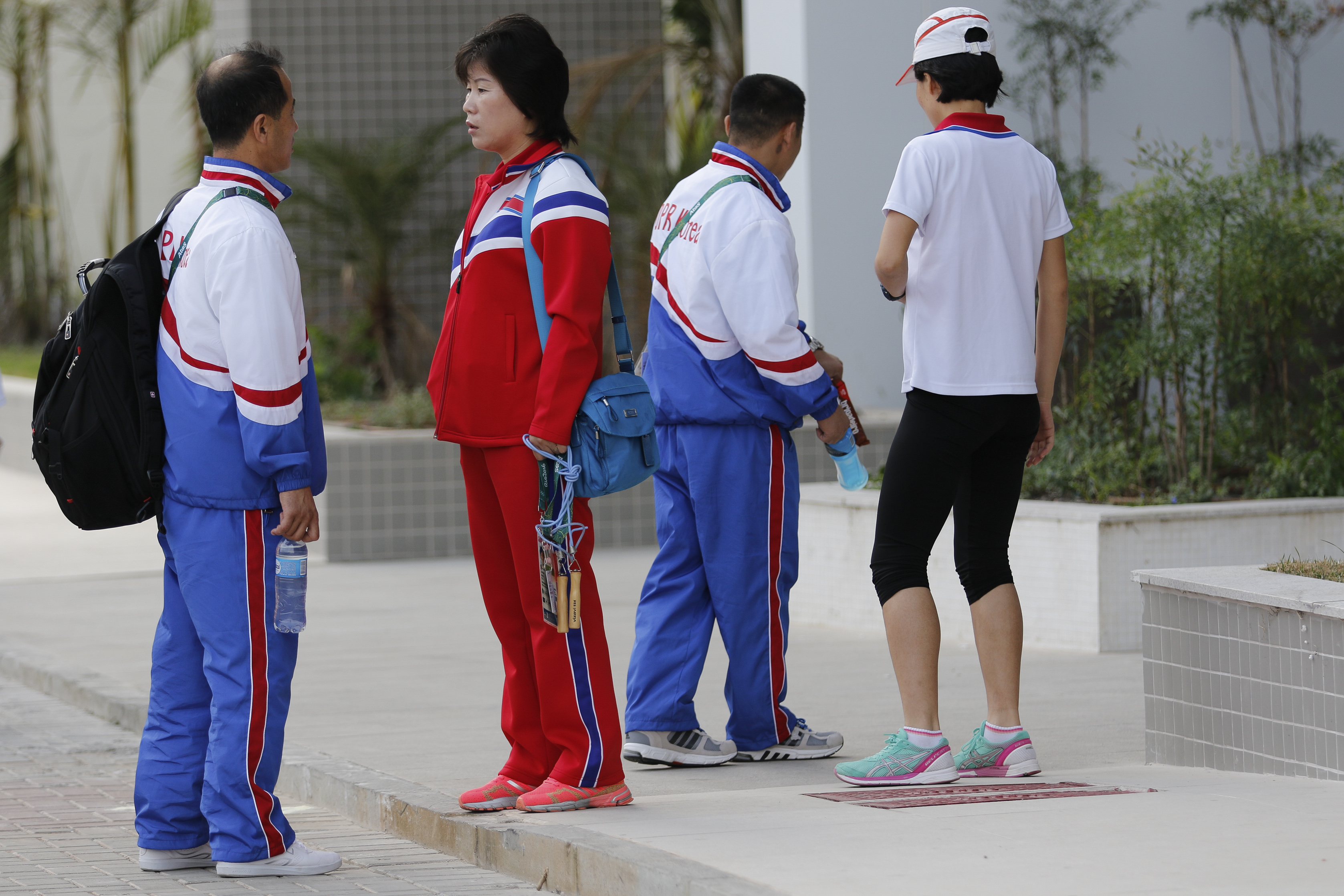
Membri ai delegației nord-coreene la satul olimpic

Delegația nord-coreeană a cuprins 31 de sportivi: 13 bărbați și 18 femei. Cel mai tânăr atlet din delegația a fost săritorul în apă Kim Mi-rae (15 ani), cel mai vechi a fost trăgătorul de tir Pak Yong-hui (46 de ani).
| Sport           | Masculin | Feminin | Total |
| --------------- | -------- | ------- | ----- |
| Atletism        | 1        | 3       | 4     |
| Gimnastică      | 1        | 1       | 2     |
| Haltere         | 4        | 3       | 7     |
| Judo            | 1        | 2       | 3     |
| Lupte           | 2        | 2       | 4     |
| Sărituri în apă | 2        | 1       | 3     |
| Tenis de masă   | 0        | 3       | 3     |
| Tir             | 2        | 2       | 4     |
| Tir cu arcul    | 0        | 1       | 1     |
| Total           | 13       | 18      | 31    |

## Medalii

### Medaliați
| Medalie | Nume          | Sport         | Probă                      | Dată      |
| ------- | ------------- | ------------- | -------------------------- | --------- |
| Aur     | Rim Jong-sim  | Haltere       | 75 kg feminin              | 12 august |
| Aur     | Ri Se-gwang   | Gimnastică    | Sărituri masculin          | 15 august |
| Argint  | Om Yun-chol   | Haltere       | 56 kg masculin             | 7 august  |
| Argint  | Choe Hyo-sim  | Haltere       | 63 kg feminin              | 9 august  |
| Argint  | Kim Kuk-hyang | Haltere       | +75 kg feminin             | 14 august |
| Bronz   | Kim Song-guk  | Tir           | Men's 50 m pistol masculin | 10 august |
| Bronz   | Kim Song-i    | Tenis de masă | Simplu feminin             | 10 august |

### Medalii după sport
| Sport         | Aur | Argint | Bronz | Total |
| Haltere       | 1   | 3      | 0     | 4     |
| Gimnastică    | 1   | 0      | 0     | 1     |
| Tenis de masă | 0   | 0      | 1     | 1     |
| Tir           | 0   | 0      | 1     | 1     |
| Total         | 2   | 3      | 2     | 7     |